# Борозна (планетна номенклатура)

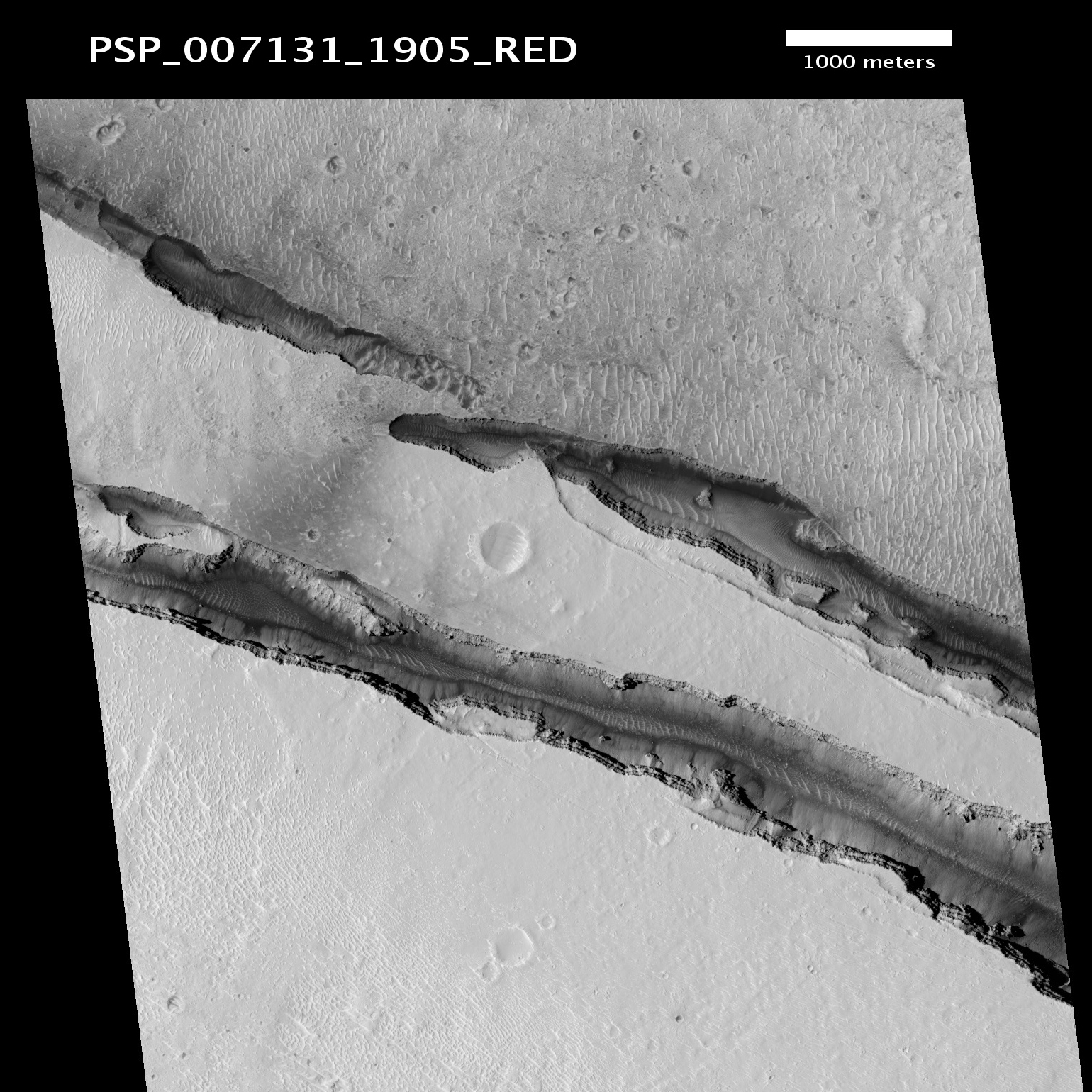
Борозни Цербера на Марсі

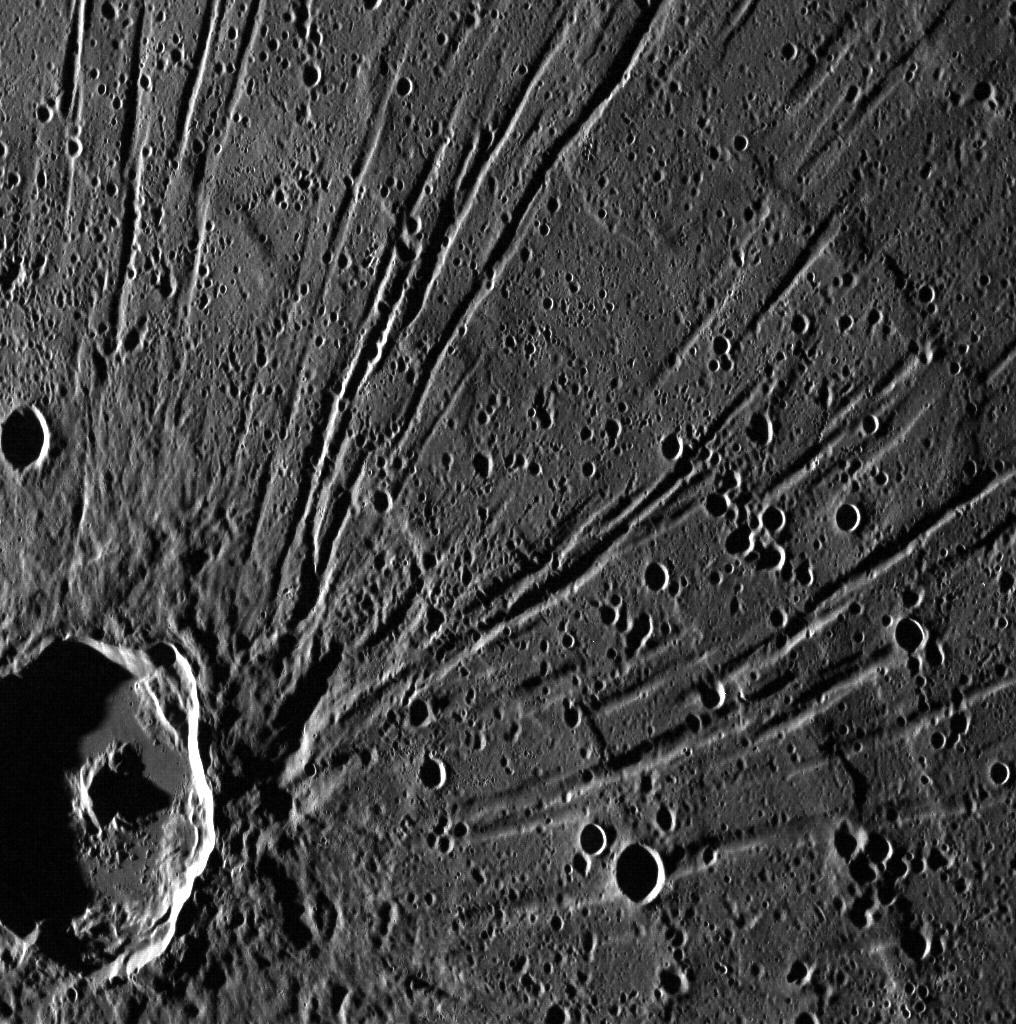
Частина борозен Пантеон на Меркурії

Борозна́ — родовий термін, який вживають у планетній номенклатурі. Відповідає двом латинським термінам, затвердженим Міжнародним астрономічним союзом:
- Fossa, мн. Fossae;
- Rima, мн. Rimae[1].

Ці терміни входять до складу назв довгих вузьких неглибоких западин на поверхні небесних тіл (крім Землі). Термін Rima (Rimae) наразі використовується лише для деталей рельєфу Місяця й астероїда Лютеція, а Fossa (Fossae) — лише для назв не на Місяці.
Латинське слово fossa означає «рів» або «траншея», а rima — «тріщина» або «щілина». Ці слова, як і інші терміни планетної номенклатури, нічого не кажуть про походження об'єктів і описують лише їхню морфологію.
Тому їх можна застосовувати до об'єктів будь-якого походження. Для багатьох борозен встановлено чи вважається, що вони виникли внаслідок розломів. Багато борозен на Марсі, ймовірно, є грабенами; те ж саме передбачається і для єдиної найменованої системи борозен Меркурія — борозен Пантеон.

## Поширення
Станом на грудень 2015 року назви з термінами Fossa чи Fossae були присвоєні 126 об'єктам (для 7 із них ці назви скасовані). Названі так об'єкти є на Меркурії, Венері, Марсі, астероїдах 4 Веста та 21 Лютеція, супутнику Юпітера Ганімеді, супутниках Сатурна Діоні, Реї та Енцеладі й супутнику Нептуна Тритоні. Два об'єкти на Місяці, що отримали назви Fossa Casals і Fossa Cauchy, пізніше були перейменовані.
Назви, що містили слово Rima чи Rimae, були присвоєні 121 об'єкту на Місяці (для 10 з них скасовані) та двом об'єктам на Лютеції (Rhodanus Rimae та Tiberis Rimae).
Борозни на різних небесних тілах називають по різному:
- на Меркурії — іменами видатних архітектурних об'єктів;
- на Венері — на честь богинь війни;
- на Місяці — за назвами кратерів, розташованих поблизу;
- на Марсі — за назвами деталей альбедо[en], розташованих поблизу;
- на Весті — іменами місць та свят, пов'язаних із весталками;
- на Лютеції — іменами рік Римської імперії та сусідніх регіонів Європи в ті часи, коли Париж називався Лютецією;
- на Ганімеді — іменами богів і правителів стародавніх народів Родючого півмісяця;
- на Діоні — назвами місць, згаданих в «Енеїді» Вергілія;
- на Реї — назвами місць із різних (насамперед азійських) міфів про творіння;
- на Енцеладі — назвами місць, згаданих у «Тисяча й одній ночі»;
- на Тритоні — різними назвами, пов'язаними з водою, крім грецьких і римських.